# Mansoor Zaman
Mansoor Zaman (* 14. April 1980 in Peschawar) ist ein ehemaliger pakistanischer Squashspieler.

## Karriere
Mansoor Zaman begann seine Karriere 1998 und gewann sieben Titel auf der PSA World Tour. Bei den Asienspielen 2002 und 2006 gewann er im Einzel jeweils eine Silber- und eine Bronzemedaille. Mit der pakistanischen Nationalmannschaft wurde er mehrfacher Asienmeister, im Einzel wurde er 2000, 2002 und 2004 Vizeasienmeister hinter dem Malaysier Ong Beng Hee. Mit der Nationalmannschaft nahm er 1999, 2001, 2003, 2005, 2007 und 2009 an Weltmeisterschaften teil. Seine höchste Platzierung in der Weltrangliste war Rang elf im Mai 2003.
Sein Vater Qamar Zaman war ebenfalls als Squashprofi aktiv. Sein Neffe Noor Zaman spielt seit 2023 auf der World Tour.

## Erfolge
- Vizeasienmeister: 2000, 2002, 2004
- Mehrfacher Asienmeister mit der Mannschaft
- Asienspiele: 1 × Silber (Einzel 2002), 1 × Bronze (Einzel 2006)
- Gewonnene PSA-Titel: 7